# Kampioenschap van Vlaanderen 2017
Der 102. Kampioenschap van Vlaanderen 2017 war ein belgisches Straßenradrennen mit Start und Ziel im flämischen Koolskamp nach 192 km. Es fand am Freitag, den 15. September 2017, statt. Zudem war es Teil der UCI Europe Tour 2017 und dort in der Kategorie 1.1 eingestuft.
Insgesamt mussten um Koolskamp 16 Runden à 12 Kilometer zu befahren. Der Kurs wies keine topografischen Schwierigkeiten auf. Lange Zeit bestimmte eine sieben Mann starke Ausreißergruppe um den belgischen Straßenmeister Oliver Naesen (AG2R) das Renngeschehen. Allerdings wurden die Fluchtgruppe auf der vorletzten Runde wieder eingeholt. So kam es zum Massensprint. Den Sprint gewann Fernando Gaviria (Kolumbien/Quick Step) vor Dylan Groenewegen (Niederlande/LottoNL).

## Teilnehmende Mannschaften
| WorldTeams (6)- AG2R La Mondiale - Quick-Step Floors - Lotto-Soudal - BMC Racing Team - Dimension Data - Lotto NL-Jumbo Professional Continental Teams (6)- Verandas Willems-Crelan - Sport Vlaanderen-Baloise - Wanty-Groupe Gobert - Roompot-Nederlandse Loterij - Fortuneo-Oscaro - WB-Veranclassic-Aqua Protect Continental Teams (8)- Tarteletto-Isorex - Cibel-Cebon - Roubaix Lille Métropole - Leopard - Delta Cycling Rotterdam - Coop - Rad-net Rose - Pauwels Sauzen-Vastgoedservice |
| |

## Rennergebnis
| \| Gesamtwertung \| Gesamtwertung \| Gesamtwertung \| Gesamtwertung \| Gesamtwertung \| \| Fahrer \| Fahrer \| Land \| Team \| Zeit \| \| ------------- \| ----------------- \| ------------- \| ---------------------------- \| --------------- \| \| 1. \| Fernando Gaviria \| Kolumbien \| Quick-Step Floors \| 4 h 20 min 33 s \| \| 2. \| Dylan Groenewegen \| Niederlande \| LottoNL-Jumbo \| + 0 s \| \| 3. \| Jasper De Buyst \| Belgien \| Lotto-Soudal \| + 0 s \| \| 4. \| August Jensen \| Norwegen \| Team Coop \| + 0 s \| \| 5. \| Aksel Nõmmela \| Estland \| Leopard Pro Cycling \| + 0 s \| \| 6. \| Roy Jans \| Belgien \| WB-Veranclassic-Aqua Protect \| + 0 s \| \| 7. \| Rudy Barbier \| Frankreich \| AG2R La Mondiale \| + 0 s \| \| 8. \| Emiel Vermeulen \| Belgien \| Roubaix Lille Métropole \| + 0 s \| \| 9. \| Timothy Dupont \| Belgien \| Verandas Willems-Crelan \| + 0 s \| \| 10. \| Konrad Geßner \| Deutschland \| Rad-net Rose \| + 0 s \| |                   |             |                              |                 |
| |                   |             |                              |                 |
| Quelle: ProCyclingStats |                   |             |                              |                 |
| Gesamtwertung |                   |             |                              |                 |
| Fahrer | Fahrer            | Land        | Team                         | Zeit            |
| 1. | Fernando Gaviria  | Kolumbien   | Quick-Step Floors            | 4 h 20 min 33 s |
| 2. | Dylan Groenewegen | Niederlande | LottoNL-Jumbo                | + 0 s           |
| 3. | Jasper De Buyst   | Belgien     | Lotto-Soudal                 | + 0 s           |
| 4. | August Jensen     | Norwegen    | Team Coop                    | + 0 s           |
| 5. | Aksel Nõmmela     | Estland     | Leopard Pro Cycling          | + 0 s           |
| 6. | Roy Jans          | Belgien     | WB-Veranclassic-Aqua Protect | + 0 s           |
| 7. | Rudy Barbier      | Frankreich  | AG2R La Mondiale             | + 0 s           |
| 8. | Emiel Vermeulen   | Belgien     | Roubaix Lille Métropole      | + 0 s           |
| 9. | Timothy Dupont    | Belgien     | Verandas Willems-Crelan      | + 0 s           |
| 10. | Konrad Geßner     | Deutschland | Rad-net Rose                 | + 0 s           |